# Rožnodolski potok
Rožnodolski potok este o arie protejată (arie specială de conservare — SAC, sit de importanță comunitară — SCI) din Slovenia întinsă pe o suprafață de 0,74 ha, integral pe uscat.

## Localizare
Centrul sitului Rožnodolski potok este situat la coordonatele 45°40′42″N 15°08′43″E / 45.6783°N 15.1453°E.

## Înființare
Situl Rožnodolski potok a fost declarat sit de importanță comunitară în aprilie 2013 pentru a proteja 1 specie de animale. Situl a fost protejat și ca arie specială de conservare în aprilie 2015.

## Biodiversitate
Situată în ecoregiunea continentală, aria protejată nu include niciun habitat protejat.
La baza desemnării sitului se află o specie protejată de  nevertebrate: Austropotamobius torrentium.